# Борго-Ривола (Равена)
Борго-Ривола је насеље у Италији у округу Равена, региону Емилија-Ромања.
Према процени из 2011. у насељу је живело 254 становника. Насеље се налази на надморској висини од 120 м.